# Pelle Haleløs
Pelle Haleløs (svensk: Pelle Svanslös) er en skønlitterær børnebogserie skabt af Gösta Knutsson og udgivet i perioden fra 1939 til 1972. 
Figurerne i bøgerne består hovedsagelig af katte. Pelle Haleløs er en godmodig og godtroende kat, som altid bliver snydt og mobbet af Mons og hans følgesvende Bill og Bull. Det gode sejrer dog altid og Pelle får endda lov at opleve kærlighed sammen med Maja Flødesnude. I de første af bøgerne er Pelle familiekat i en lejlighed på Åsgränd ved Övre Slottsgatan i Uppsala hos børnene Olle og Birgitta, men da han vokser op indleder han et forhold med katten Maja i et kælderhul på samme gade. De fleste af bøgerne udspiller sig i Uppsala, og de stednavne som indgår i mange af kattenes navne ligger også i og omkring Uppsala.
Kattene i bogen anses ofte at have forbilleder fra virkeligheden. Knutsson studerede ved Uppsala Universitet og var blandt andet engageret i Stockholms Nation og Uppsala Studenterkorps, og mange af forbillederne er taget fra denne sammenhæng. Bøgerne ansås også at være en protest mod den tids støtte til nationalsocialismen som forekom i Sverige umiddelbart før og under 2. verdenskrig, og som sådan noget af en satire over sin samtid. Bøgerne er blevet oversat til flere europæiske sprog og er filmatiseret i filmen Pelle Haleløs
Udover Pelle repræsenterer mange af kattene de stereotyper som findes i mange provinsbyer.